# Кхунтхан
Кхунтхан  (Кунтан) - гірський хребет на півночі Таїланду, між долинами річок Пінг і Ванг.
Протяжність хребта з півночі на південь складає близько 450 км, найвища точка - гора Паті (2024 м). Хребет складений переважно гранітами, вапняками, пісковиками. Вершини масивні і округлі; схили круті, глибоко розчленовані. Є родовища олов'яних руд. Хребет покритий вічнозеленими субтропічними широколистяними і сосновими лісами. У міжгірських долинах і передгір'ях обробляють кукурудзу, рис, опійний мак.
У горах знаходиться національний парк Дої Кхунтхан.

## Ресурси Інтернету
- з БСЭ  [Архівовано 4 березня 2016 у Wayback Machine.]